# Font del Forn
La Font del Forn és una font del poble de Serradell, de l'antic terme de Toralla i Serradell, pertanyent a l'actual municipi de Conca de Dalt, al Pallars Jussà.
Està situada a 1.578 m d'altitud a la Pleta Verda, al vessant sud-oest del Turó de la Font del Forn, al sud-est del Pic de Lleràs.